# 여산버스터미널
여산버스터미널은 전북특별자치도 익산시 여산면 여산리에 위치했던 직행버스 및 시내버스 터미널이였다.
익산에서 시내버스가 수시로 왕래했으며, 논산에서도 시내버스가 약 1시간 간격으로 운행했었다.
2019년까지 정상적으로 운행되었다가 2020년부터 간판이 철거되면서 영업이 중단되었다.
현재 여산버스터미널은 영업 중단, 시내 직행버스 운행 중단으로 건물이 패쇄되었으며 지금은 버스정류장으로 남아있다.

## 운행 노선
- 아래의 노선은 폐지되었다.[3]

### 시외버스
| 운행 노선     | 운행업체          | 운행구간 | 운행구간 | 운행구간 | 경유지                                     | 배차 간격 | 시간표                     |
| ------------- | ----------------- | -------- | -------- | -------- | ------------------------------------------ | --------- | -------------------------- |
| 여산 ↔ 서대전 | 호남고속          | 여산     | ↔        | 서대전   | 황화, 신촌, 연무대, 은진, 논산, 연산, 양정 | 1회       | 14:32                      |
| 여산 ↔ 전주   | 전주고속 호남고속 | 여산     | ↔        | 전주     | 금마, 삼례, 덕진                           | 4회       | 08:26, 15:30, 16:30, 18:40 |

### 시내버스
폐지

## 같이 보기
- 덕성여객